# Gironico
Gironico är en ort och frazione i kommunen Colverde i provinsen Como i regionen Lombardiet i Italien. 
Gironico upphörde som kommun den 4 februari 2014 och bildade med de tidigare kommunerna Drezzo och Parè den nya kommunen Colverde. Den tidigare kommunen hade 2 251 invånare (2013).